# Ataque aéreo en Hroza de 2023
El ataque aéreo en Hroza, Raión de Kuipansk, Óblast de Járkov, Ucrania, fue un deliberado ataque aéreo contra civiles que ocurrió el 5 de octubre de 2023, por parte de las Fuerzas Armadas de la Federación de Rusia, dentro del contexto de su invasión rusa de Ucrania de 2022.
Las fuerzas armadas rusas atacaron con misiles una tienda y una cafetería a las 13:15 p. m. hora local, mientras los residentes se reunían en un servicio conmemorativo en la cafetería, matando al menos 51 personas e hiriendo al menos a otras 7. Entre los muertos en el ataque aéreo se encontraba un niño de seis años. Ucrania dijo que para el ataque se utilizó un sistema móvil de misiles balísticos de corto alcance 9K720 Iskander.
El servicio conmemorativo, donde se reunieron los residentes cuando fueron asesinados, fue para un soldado ucraniano. El fiscal local, Dmytro Chubenko, dijo que entre los muertos también se encontraban la viuda del soldado, su hijo, que también es soldado, y su nuera.
Según el ministro ucraniano del Interior, Ihor Klymenko, Hroza tenía una población de 330 personas antes del ataque. Hroza fue capturada por las fuerzas rusas al comienzo de la invasión, y liberada por Ucrania, durante la contraofensiva del este de Ucrania de 2022, en septiembre de 2022.  El gobernador de Járkov, Oley Synyehubov, confirmó que todos los muertos eran residentes de Hroza. Con ello, el ataque aéreo mató al 20% de la población de la aldea.

## Reacciones
El presidente ucraniano, Volodímir Zelenski, calificó el ataque como "un acto de terrorismo completamente deliberado " y acusó a Rusia de "agresión genocida". También dijo que el ataque "ni siquiera podría ser llamado un acto bestial, porque sería un insulto a las bestias", y "¿quién podría lanzarles un misil? ¿Quién? Sólo el mal absoluto".